# Neocompsa intricata
Neocompsa intricata är en skalbaggsart som beskrevs av Martins 1970. Neocompsa intricata ingår i släktet Neocompsa och familjen långhorningar. Inga underarter finns listade i Catalogue of Life.